# Mücke
Mücke település Németországban, Hessen tartományban. Lakosainak száma 9497 fő (2023. december 31.).

## Népesség
A település népességének változása:
| Lakosok száma | 9351 | 9300 | 9340 | 9394 | 9485 | 9497 |
|               | 2015 | 2017 | 2019 | 2021 | 2022 | 2023 |